# 丽江滇芎
丽江滇芎（学名：Physospermopsis forrestii）为伞形科滇芎属下的一个种。